# Gran Premio motociclistico del Portogallo 2000
Il Gran Premio motociclistico del Portogallo 2000 corso il 3 settembre, è stato il dodicesimo Gran Premio della stagione 2000 e ha visto vincere la Yamaha di Garry McCoy nella classe 500, Daijirō Katō nella classe 250 ed Emilio Alzamora nella classe 125.
Questa gara, alla sua seconda edizione, ritorna a far parte del circuito del motomondiale dopo oltre un decennio in cui non era stata disputata; si disputa anche per la prima volta su un circuito in territorio portoghese, quello dell'Estoril, dopo che la prima edizione si svolse sul circuito spagnolo di Jarama.

## Classe 500

### Arrivati al traguardo
| Pos | Nº | Pilota                   | Squadra                    | Motocicletta | Giri | Tempo     | Griglia | Punti |
| --- | -- | ------------------------ | -------------------------- | ------------ | ---- | --------- | ------- | ----- |
| 1   | 24 | Garry McCoy              | Red Bull Yamaha WCM        | Yamaha       | 28   | 48:07.663 | 1       | 25    |
| 2   | 2  | Kenny Roberts Jr         | Telefonica Movistar Suzuki | Suzuki       | 28   | +4.941    | 4       | 20    |
| 3   | 46 | Valentino Rossi          | Nastro Azzurro Honda       | Honda        | 28   | +5.182    | 12      | 16    |
| 4   | 4  | Max Biaggi               | Marlboro Yamaha            | Yamaha       | 28   | +5.724    | 5       | 13    |
| 5   | 55 | Régis Laconi             | Red Bull Yamaha WCM        | Yamaha       | 28   | +13.759   | 10      | 11    |
| 6   | 1  | Àlex Crivillé            | Repsol YPF Honda           | Honda        | 28   | +15.422   | 9       | 10    |
| 7   | 8  | Tadayuki Okada           | Repsol YPF Honda           | Honda        | 28   | +15.425   | 6       | 9     |
| 8   | 17 | Jurgen van den Goorbergh | Rizla Honda                | TSR-Honda    | 28   | +15.776   | 3       | 8     |
| 9   | 6  | Norick Abe               | Antena 3 Yamaha-d'Antin    | Yamaha       | 28   | +19.623   | 13      | 7     |
| 10  | 10 | Alex Barros              | Emerson Honda Pons         | Honda        | 28   | +19.843   | 7       | 6     |
| 11  | 99 | Jeremy McWilliams        | Blu Aprilia                | Aprilia      | 28   | +32.421   | 15      | 5     |
| 12  | 7  | Carlos Checa             | Marlboro Yamaha            | Yamaha       | 28   | +33.195   | 8       | 4     |
| 13  | 65 | Loris Capirossi          | Emerson Honda Pons         | Honda        | 28   | +54.916   | 14      | 3     |
| 14  | 31 | Tetsuya Harada           | Blu Aprilia                | Aprilia      | 28   | +1:13.562 | 17      | 2     |
| 15  | 68 | Mark Willis              | Proton TEAM KR             | Modenas KR3  | 28   | +1:18.311 | 16      | 1     |
| 16  | 25 | José Luis Cardoso        | Maxon Dee Cee Jeans        | Honda        | 28   | +1:19.532 | 18      |       |
| 17  | 15 | Yoshiteru Konishi        | FCC TSR                    | TSR-Honda    | 28   | +1:47.140 | 19      |       |
| 18  | 18 | Sébastien Le Grelle      | Tecmas Honda Elf           | Honda        | 27   | +1 giro   | 20      |       |
| 19  | 20 | Phil Giles               | Sabre Sport                | Honda        | 27   | +1 giro   | 21      |       |

### Ritirati
| Nº | Pilota        | Squadra                    | Motocicletta | Giri | Griglia |
| -- | ------------- | -------------------------- | ------------ | ---- | ------- |
| 5  | Sete Gibernau | Repsol YPF Honda           | Honda        | 20   | 11      |
| 43 | Paolo Tessari | Team Paton                 | Paton        | 10   | 22      |
| 9  | Nobuatsu Aoki | Telefonica Movistar Suzuki | Suzuki       | 0    | 2       |

## Classe 250

### Arrivati al traguardo
| Pos | Nº | Pilota              | Squadra                    | Motocicletta | Giri | Tempo     | Griglia | Punti |
| --- | -- | ------------------- | -------------------------- | ------------ | ---- | --------- | ------- | ----- |
| 1   | 74 | Daijirō Katō        | Axo Honda Gresini          | Honda        | 26   | 45:07.769 | 2       | 25    |
| 2   | 19 | Olivier Jacque      | Chesterfield Yamaha Tech 3 | Yamaha       | 26   | +10.954   | 1       | 20    |
| 3   | 35 | Marco Melandri      | Blu Aprilia                | Aprilia      | 26   | +28.317   | 6       | 16    |
| 4   | 14 | Anthony West        | Shell Advance Honda        | Honda        | 26   | +34.314   | 12      | 13    |
| 5   | 26 | Klaus Nöhles        | Aprilia Germany            | Aprilia      | 26   | +35.983   | 8       | 11    |
| 6   | 10 | Fonsi Nieto         | Antena 3 Yamaha-d'Antin    | Yamaha       | 26   | +40.091   | 11      | 10    |
| 7   | 24 | Jason Vincent       | Padgetts M/C Sales         | Aprilia      | 26   | +40.375   | 14      | 9     |
| 8   | 11 | Ivan Clementi       | Campetella Racing          | Aprilia      | 26   | +51.493   | 19      | 8     |
| 9   | 22 | Sébastien Gimbert   | Tino Villa Racing          | TSR-Honda    | 26   | +54.322   | 18      | 7     |
| 10  | 18 | Shahrol Yuzy        | Petronas Sprinta Team TVK  | Yamaha       | 26   | +54.506   | 26      | 6     |
| 11  | 66 | Alex Hofmann        | Racing Factory             | Aprilia      | 26   | +58.840   | 25      | 5     |
| 12  | 21 | Franco Battaini     | Eurobet team Battaini      | Aprilia      | 26   | +59.337   | 13      | 4     |
| 13  | 25 | Vincent Philippe    | Axo Honda Gresini          | TSR-Honda    | 26   | +1:00.132 | 16      | 3     |
| 14  | 37 | Luca Boscoscuro     | Diesel Vasco Rossi Racing  | Aprilia      | 26   | +1:05.509 | 24      | 2     |
| 15  | 77 | Jamie Robinson      | QUB Team Optimum           | Aprilia      | 26   | +1:24.133 | 28      | 1     |
| 16  | 23 | Julien Allemand     | Yamaha Kurz Aral           | Yamaha       | 26   | +1:24.462 | 23      |       |
| 17  | 31 | Lucas Oliver Bultó  | Antena 3 Yamaha-d'Antin    | Yamaha       | 26   | +1:35.079 | 20      |       |
| 18  | 85 | Felisberto Teixeira | Cose Da Mota/Moto Jornal   | Yamaha       | 25   | +1 giro   | 30      |       |
| 19  | 38 | Álvaro Molina       | Echo Racing                | TSR-Honda    | 25   | +1 giro   | 29      |       |

### Ritirati
| Nº | Pilota          | Squadra                    | Motocicletta | Giri | Griglia |
| -- | --------------- | -------------------------- | ------------ | ---- | ------- |
| 20 | Jerónimo Vidal  | PR2 - Circuito de Almería  | Aprilia      | 20   | 21      |
| 15 | Adrian Coates   | QUB Team Optimum           | Aprilia      | 12   | 22      |
| 41 | Jarno Janssen   | Rizla Honda                | TSR-Honda    | 9    | 17      |
| 4  | Tōru Ukawa      | Shell Advance Honda        | Honda        | 3    | 4       |
| 56 | Shin'ya Nakano  | Chesterfield Yamaha Tech 3 | Yamaha       | 3    | 3       |
| 8  | Naoki Matsudo   | Petronas Sprinta Team TVK  | Yamaha       | 3    | 15      |
| 6  | Ralf Waldmann   | Aprilia Germany            | Aprilia      | 2    | 5       |
| 9  | Sebastián Porto | Edo Racing                 | Yamaha       | 1    | 10      |
| 42 | David Checa     | Team Fomma                 | TSR-Honda    | 1    | 7       |
| 30 | Alex Debón      | CC Valencia Airtel Aspar   | Aprilia      | 1    | 9       |

### Non partito
| Nº | Pilota          | Moto      | Griglia |
| -- | --------------- | --------- | ------- |
| 16 | Johan Stigefelt | TSR-Honda | 27      |

### Non qualificati
| Nº | Pilota              | Moto   |
| -- | ------------------- | ------ |
| 86 | Vicente Esparragoso | Yamaha |
| 87 | Pablo Antelo        | Honda  |

## Classe 125

### Arrivati al traguardo
| Pos | Nº | Pilota             | Squadra                     | Motocicletta | Giri | Tempo     | Griglia | Punti |
| --- | -- | ------------------ | --------------------------- | ------------ | ---- | --------- | ------- | ----- |
| 1   | 1  | Emilio Alzamora    | Telefonica Movistar Team    | Honda        | 24   | 43:22.891 | 1       | 25    |
| 2   | 4  | Roberto Locatelli  | Diesel Vasco Rossi Racing   | Aprilia      | 24   | +3.691    | 3       | 20    |
| 3   | 21 | Arnaud Vincent     | CC Valencia Airtel Aspar    | Aprilia      | 24   | +12.233   | 8       | 16    |
| 4   | 9  | Lucio Cecchinello  | Givi Honda LCR              | Honda        | 24   | +12.804   | 17      | 13    |
| 5   | 16 | Simone Sanna       | Diesel Vasco Rossi Racing   | Aprilia      | 24   | +16.958   | 14      | 11    |
| 6   | 26 | Ivan Goi           | Team Fomma                  | Honda        | 24   | +19.629   | 15      | 10    |
| 7   | 12 | Randy de Puniet    | Scrab Competition           | Aprilia      | 24   | +26.990   | 9       | 9     |
| 8   | 23 | Gino Borsoi        | LAE - UGT 3000              | Aprilia      | 24   | +30.785   | 10      | 8     |
| 9   | 29 | Ángel Nieto Jr     | Telefonica Movistar Team    | Honda        | 24   | +30.794   | 13      | 7     |
| 10  | 39 | Jaroslav Huleš     | Italjet Racing              | Italjet      | 24   | +33.054   | 23      | 6     |
| 11  | 17 | Steve Jenkner      | Pev Massivhaus ADAC Sac     | Honda        | 24   | +33.466   | 20      | 5     |
| 12  | 22 | Pablo Nieto        | Derbi Racing                | Derbi        | 24   | +49.454   | 19      | 4     |
| 13  | 11 | Max Sabbatani      | Racing Service              | Honda        | 24   | +1:04.046 | 22      | 3     |
| 14  | 10 | Adrián Araujo      | Antinucci Racing            | Honda        | 24   | +1:13.056 | 27      | 2     |
| 15  | 53 | William De Angelis | Semprucci Biesse Aprilia    | Aprilia      | 24   | +1:13.060 | 21      | 1     |
| 16  | 34 | Eric Bataille      | Queroseno Racing            | Honda        | 24   | +1:14.132 | 26      |       |
| 17  | 18 | Toni Elías         | Chupa Chups Matteoni Racing | Honda        | 23   | +1 giro   | 16      |       |
| 18  | 84 | José Leite         | Honda Galp Racing           | Honda        | 23   | +1 giro   | 28      |       |

### Ritirati
| Nº | Pilota             | Squadra                     | Motocicletta | Giri | Griglia |
| -- | ------------------ | --------------------------- | ------------ | ---- | ------- |
| 3  | Masao Azuma        | Benetton Playlife           | Honda        | 23   | 11      |
| 54 | Manuel Poggiali    | Derbi Racing                | Derbi        | 17   | 4       |
| 24 | Leon Haslam        | Italjet Racing              | Italjet      | 17   | 25      |
| 15 | Alex De Angelis    | Chupa Chups Matteoni Racing | Honda        | 12   | 15      |
| 32 | Mirko Giansanti    | Benetton Playlife           | Honda        | 10   | 6       |
| 51 | Marco Petrini      | Semprucci Biesse Aprilia    | Aprilia      | 10   | 24      |
| 41 | Yōichi Ui          | Derbi Racing                | Derbi        | 9    | 1       |
| 8  | Gianluigi Scalvini | Bossini Fontana Racing      | Aprilia      | 9    | 12      |
| 35 | Reinhard Stolz     | R.S. ADAC - Esch Racing     | Honda        | 9    | 18      |
| 5  | Noboru Ueda        | Givi Honda LCR              | Honda        | 8    | 7       |

### Non qualificati
| Nº | Pilota            | Moto    |
| -- | ----------------- | ------- |
| 86 | Paulo Henriques   | Aprilia |
| 83 | Emmanuel Carvalho | Honda   |
| 85 | Manuel Vieira     | Yamaha  |